# Connie Stevens
Pour les articles homonymes, voir Stevens.
Ne doit pas être confondu avec Connie Francis.
 (août 2025).
Si vous disposez d'ouvrages ou d'articles de référence ou si vous connaissez des sites web de qualité traitant du thème abordé ici, merci de compléter l'article en donnant les références utiles à sa vérifiabilité et en les liant à la section « Notes et références ».
Connie Stevens, née le 8 août 1938 à Brooklyn, est une actrice et chanteuse américaine.

## Biographie
Née Concetta Rosalie Anna Ingoglia à Brooklyn (New York), elle est la fille de Peter Ingoglia (un musicien connu sous le nom de Teddy Stevens) et de la chanteuse Eleanor McGinley.
Connie reprend le nom de scène de son père. Après le divorce de ses parents, elle vit chez ses grands-parents, et à huit ans, elle commence à aller à l'école catholique. L'acteur John Megna est son demi-frère.
Elle forme un petit groupe de chanteurs appelé The Foremost, les trois autres vocalistes seront aussi célèbres sous le nom de The Lettermen. En 1953, Stevens partpour Los Angeles avec son père. À seize ans, elle remplace l'alto dans le trio féminin The Three Debs. Elle entre dans l'école professionnelle de chant et de danse de Georgia Massey à Leona Valley), commence à chanter professionnellement et apparait dans quelques pièces du théâtre local.
The Three Debs se débarrassent d'elle pour « comportement non professionnel » alors qu'elles se trouvent à Las Vegas. Pourtant Connie Stevens est à l'aube d'une grande carrière, alors que les deux autres Debs vont rester dans l'obscurité.
Stevens fait des « extras » pour le cinéma, joue dans quatre séries B. Jerry Lewis la remarque dans Dragstrip Riot et l'engage pour Rock-A-Bye Baby (1958). Peu après, elle est prise sous contrat par la Warner Brothers.
De 1959 à 1962, elle joue 'Cricket Blake' dans la série télévisée policière Hawaiian Eye, rôle qui la rend célèbre. Le 26 août 2003, dans le Larry King Live de CNN, elle raconte qu'étant sur le plateau de Hawaiian Eye, on lui avait annoncé qu'Elvis Presley l'appelait au téléphone. Elle n'y croyait pas, mais c'était bien Elvis, qui l'invitait à une fête, disant qu'il passerait la prendre personnellement chez elle. Ils eurent une aventure ensemble, et elle déclare qu'ils restèrent bons amis.
Son premier album Concetta sort en 1958. Les chansons Blame It On My Youth, Looking For A Boy et Spring Is Here ont un certain succès. Elle donne la réplique à James Garner dans Two Tickets to Ten Strike, un épisode de la série télévisée de western Maverick , et après plusieurs apparitions dans la série à succès de la Warner Bros. 77 Sunset Strip, elle enregistre le hit Kookie, Kookie, Lend Me Your Comb, un duo inédit avec une des stars de la série, Edward Byrnes. Elle obtient également un hit avec le single Sixteen Reasons (1961). D'autres chansons notables furent Why'd You Wanna Make Me Cry?, Mr. Songwriter et Now That You've Gone.
Stevens estime en 1962 qu'elle devait être augmentée, et le studio la met provisoirement sur la touche. Elle regrette de n'avoir pu auditionner pour le rôle principal de la comédie musicale à venir My Fair Lady. Son conflit avec la Warner Bros. a été néanmoins réglé assez tôt pour lui permettre d'être la star du sitcom Wendy and Me (1964- 1965) avec George Burns. Celui-ci également le producteur de l'émission, joue un voisin plus âgé qui regarde ses exploits à la télévision en les commentant de temps en temps pour les spectateurs.
Actrice dans des films pour l'été, elle est aussi la star de la production de Neil Simon pour Broadway : Star Spangled Girl avec Anthony Perkins.
Connie Stevens a eu deux époux, l'acteur James Stacy (mariage en 1963- divorce en 1967) et le chanteur Eddie Fisher (mariage en 1967 - divorce en 1969). Elle est la mère des actrices Joely Fisher et Tricia Leigh Fisher.
Dans les années 1970, Stevens chante the Ace Is The Place pour les publicités de Ace Hardware TV (Californie), elle est souvent invitée au Dean Martin Celebrity Roast. Au printemps 1977, elle apparait dans un des deux pilotes pour The Muppet Show, et en 1986 elle figure régulièrement dans la série télévisée Rowdies. Elle fait aussi de nombreuses apparitions dans les émissions de Bob Hope pour les troupes, notamment son spectacle de Noël depuis le golfe Persique en 1988.
Au début des années 1980, elle reçoit une reconnaissance tardive et inattendue comme sex-symbol, particulièrement auprès des adolescents, pour son rôle de professeur sexy dans Grease 2 (1982) ; dans le téléfilm de 1981 Side Show, sa scène de séduction d'un adolescent, lui ouvre d'autres scénarios de ce type dans les années 1980.
Parmi d'autres œuvres charitables, elle fonde « The Windfeather Project », destiné à attribuer des bourses d'études à des Amérindiens. En 1991, elle reçoit le « Lady of Humanities Award » de l'Hôpital Shriners et le « Humanitarian of the Year Award » de la part des « Sons of Italy » de Washington DC.
Stevens développe sa propre ligne de cosmétiques, Forever Spring, et dans les années 1990 ouvre The Connie Stevens Garden Sanctuary Day Spa, une station thermale sous son nom, à Los Angeles. Elle devient alors une des femmes les plus riches d'Hollywood, elle qui était au bord de la banqueroute au milieu des années 1980.
En 1994, elle sort son premier disque depuis des années, Tradition: A Family at Christmas, avec ses deux filles.
En 1997, elle écrit, dirige et produit A Healing, un documentaire sur les infirmières de la Croix-Rouge dans la Guerre du Vietnam, qui remporte l'année suivante le titre de Meilleur Film au Festival International de Santa Clarita.
Elle a aussi chanté dans des discothèques et à Las Vegas.
Connie Stevens a une étoile sur le Hollywood Walk of Fame, au numéro 6249 de Hollywood Boulevard, et une autre sur le Star Walk de Palm Springs.
Le 23 septembre 2005, la Guilde des Acteurs l'a élue pour deux ans secrétaire-trésorière (le second poste le plus important), en remplacement de James Cromwell, qui ne se représentait pas. Elle obtint 68,2 % du vote national, contre 31,8 à Lee Garlington.
Elle possède des maisons à Beverly Hills, Palm Springs et New York City.
Connie Stevens a écrit et réalisé le film Saving Grace B. Jones.

## Les deux Connies
- Elle est souvent confondue avec la chanteuse Connie Francis, également italo-américaine, prénommée Concetta, née dans la région de New-York en 1938. Toutes deux ont eu leurs succès dans les charts au tournant des années 1960.
- Sa chanson Sixteen Reasons apparaît dans la bande-son du film de David Lynch Mulholland Drive.

## Filmographie
- 1957 : Young and Dangerous de William F. Claxton : Candy
- 1957 : Eighteen and Anxious de Joe Parker : (figuration)
- 1958 : Dragstrip Riot de David Bradley : Marge
- 1958 : Trois bébés sur les bras (Rock-A-Bye Baby) de Frank Tashlin : Sandra Naples
- 1958 : The Party Crashers de Bernard Girard : Barbara Nickerson
- 1961 : La Soif de la jeunesse (Parrish) de Delmer Daves : Lucy
- 1961 : Cet enfant est mien (Susan Slade) de Delmer Daves : Susan Slade
- 1963 : Les dingues sont lâchés (Palm Springs Weekend) de Norman Taurog : Gayle Lewis / Jane Hoover
- 1965 : Une guillotine pour deux (en) (Two On a Guillotine) de William Conrad : Cassie / Melinda Duquesne
- 1965 : Never Too Late (en) de Bud Yorkin : Kate Clinton
- 1966 : Tiens bon la rampe, Jerry (Way...Way Out) de Gordon Douglas : Eileen Forbes
- 1971 : The Last Generation : (bande d'archives)
- 1971 : Pas d'orchidées pour miss Blandish (The Grissom Gang) de Robert Aldrich : Anna Borg
- 1976 : Scorchy, agent spécial (Scorchy) de Howard Avedis : Jackie Parker
- 1978 : Sgt. Pepper's Lonely Hearts Club Band de Michael Schultz (apparition)
- 1982 : Grease 2 de Patricia Birch : Miss Mason
- 1987 : Back to the Beach (en) de Lyndall Hobbs : Connie
- 1988 : Tapeheads de Bill Fishman : June Tager
- 1996 : Love Is All There Is de Joseph Bologna et Renée Taylor : Miss Deluca
- 2002 : Returning Mickey Stern (en) de Michael Prywes : Dr. Eloise Vanderwild
- 2009 : Saving Grace B. Jones réalisé par l'actrice elle-même : (voix)
- 2009 : Double Duty de Stephen Eckelberry : Irma
- 2014 : Just Before I Go de Courteney Cox : Nancy
- 2016 : Search Engines de Russell Brown (en) : Geena
- 2017 : By The River Of Babylon de Albert Sandoval : Meredith

## À la télévision
- Hawaiian Eye (1959-1963)
- Wendy and Me (1964-1965)
- The Littlest Angel (1969)
- Mister Jerico (1970)
- The Muppet Show (Episode 102) (1972)
- Call Her Mom (1972)
- Playmates (1972)
- Every Man Needs One (1972)
- The Sex Symbol (1974)
- Love's Savage Fury (1979)
- Scruples (1980) (miniseries)
- Murder Can Hurt You (1980)
- Side Show (1981)
- Starting from Scratch (1988-1989)
- Bring Me the Head of Dobie Gillis (1988)
- James Dean: Race with Destiny (1997)
- Becoming Dick (2000)
- Alerte a Malibu s7e7 la bonne surprise (1996)

## Dans la fiction
Elle est un personnage du film Once Upon a Time… in Hollywood (2019) de Quentin Tarantino. Son rôle est interprété par Dreama Walker.
Elle est sur le Charity[Quoi ?] avec Harry Bosch au Vietnam en 1969 dans le livre de Michael Connelly The Wrong Side of Goodbye[réf. nécessaire].